# 草海桐科
草海桐科有12属约404种(Flora of Australia, vol. 35)主要分布在澳大利亚各地，尤其是干旱和半干旱地带；其中草海桐属（ Scaevola）广泛分布在世界各地的热带地区。中国有2属3种，分布在南部沿海和岛屿上。
本科植物通常为草本，也有亚灌木或灌木，花两侧对称。
属
- Anthotium R.Br.
- Brunonia Sm.
- Coopernookia Carolin
- Dampiera R.Br.
- Diaspasis R.Br.
- 美柱草屬Goodenia Sm.
- 花环花属 Lechenaultia R.Br.或 （ Leschenaultia DC.）
- Pentaptilon E.Pritz.
- 草海桐属 Scaevola L.
- Selliera Cav.
- Velleia Sm.
- Verreauxia Benth.

1981年的克朗奎斯特分类法将本科列入桔梗目，1998年根据基因亲缘关系分类的APG 分类法将其列入菊目。